# USS Charleston – Die letzte Hoffnung der Menschheit
USS Charleston – Die letzte Hoffnung der Menschheit ist ein dystopischer Fernsehfilm des australischen Regisseurs Russell Mulcahy aus dem Jahr 2000. Das Science-Fiction-Drama ist eine Neuverfilmung von Stanley Kramers Kinofilm On the Beach (deutsche Fassung Das letzte Ufer, 1959), der wiederum auf dem gleichnamigen Roman von Nevil Shute basiert. Als Zweiteiler wurde der Fernsehfilm von RTL II unter dem Titel Die Charleston – Die letzte Rettung ausgestrahlt.

## Handlung
Nachdem es im Jahr 2006 im Zuge eines Konfliktes zwischen der Volksrepublik China und Taiwan, bei dem die Vereinigten Staaten intervenierten, zu einem atomaren Schlagabtausch gekommen ist, ist die gesamte nördliche Erdhalbkugel atomar verseucht. Ein Atom-U-Boot der US Navy, die USS Charleston, befindet sich im Süd-Pazifik und hat den Nuklearschlag unbeschadet überstanden. Sechs Monate war das Boot unterwegs. Die Besatzung ist kurz davor, die Hoffnung aufzugeben, als eine Strahlungsmessung die ersehnten gefallenen Werte verkündet. Captain Dwight Towers, Kommandant des U-Bootes, befiehlt eine Kontaktaufnahme mit Singapur, Neu-Delhi und „allem, was sich rührt“. Wenig später kommt eine Meldung aus Singapur über eine radioaktive Wolke mit extremen Strahlungswerten, die in Richtung Süden zieht. Das australische Flottenkommando befiehlt die Charleston nach Melbourne.
Ein Banner mit den Worten „There is still time“ ist an einem großen Gebäude der Stadt angebracht worden.
Im hohen Norden, so heißt es, könnten Menschen eventuell noch überleben. Australien dagegen habe noch höchstens zwei Monate.
Im Zuge von weltweiten Kontaktaufnahmeversuchen empfängt die USS Charleston eine Audio-Video-Datei, welche sich beim Herunterladen aus dem Internet als lückenhaft erweist. Der Textausschnitt „…macht Euch keine Gedanken, die Wale haben überlebt …“ wird täglich von Anchorage in Alaska abgesendet; die Absendung verschiebt sich täglich um etwa eine Minute nach hinten. Dies weckt bei der Besatzung der USS Charleston und dem australischen Flottenkommando die Hoffnung, dass es Überlebende in Alaska gibt.
Nach Abwägung aller Vor- und Nachteile entschließen sich der Kommandant Dwight Towers und seine Besatzung, in Begleitung von Lieutenant Peter Holmes von der australischen Marine und des Umweltspezialisten Julian Osborne, den Weg von Melbourne nach Anchorage auf sich zu nehmen und nach dem Absender der E-Mail-Botschaft zu suchen. Ein Problem stellt hierbei die Dauer der Überfahrt dar. Da die anfangs erwähnte radioaktive Wolke der Nordhalbkugel in Richtung Australien zieht und in zirka zwei Monaten auch den australischen Kontinent verseuchen wird, ist eine Rückkehr der USS Charleston erst kurz vor Ankommen der Wolke zu erwarten. Das würde bedeuten, dass allen Besatzungsmitgliedern nach der Rückkehr in Australien nur noch wenige Tage zum Überleben bleiben würden.
Während der Überfahrt von Australien nach Alaska nimmt die Besatzung der USS Charleston mehrere Radioaktivitätsmessungen vor, welche alle einen extrem hohen Strahlenwert nachweisen. Bei Ankunft in Anchorage wird erneut eine solche Messung vorgenommen; der angezeigte Wert erweist sich diesmal als normal, es wird also keine überhöhte Strahlung festgestellt. Nach kurzer Euphorie der Besatzung wird auf Befehl des Kommandanten Dwight Towers eine zweite Messung vorgenommen, welche im Gegensatz zur ersten Messung auch in Anchorage einen stark überhöhten Strahlungswert nachweist. Die Hoffnung, Überlebende in einer sauberen Umwelt zu treffen, sind somit zunichte.
Jedoch wird die E-Mail aus Anchorage weiterhin versendet, der Sendezeitpunkt hat sich während der Überfahrt wie bisher um täglich zirka eine Minute nach hinten verschoben. Während sich der Kommandant und der Erste Offizier in Schutzanzügen auf den Weg durch Anchorage machen, ist die radioaktive Wolke weiter in Richtung Südhalbkugel und damit immer weiter in die Nähe von Australien gezogen. Die Situation in Australien wird immer anarchischer; es finden Plünderungen statt, die Straßen sind verwaist, auf einem zentralen Platz in der Innenstadt werden Sets mit tödlichen Medikamenten verteilt, damit radioaktiv verseuchte Menschen schmerzlos Suizid begehen können. Die Anzahl von verstrahlten Personen mit den typischen Symptomen (Erbrechen, Haarausfall etc.) wird immer größer.
Zwischenzeitlich sind der Kommandant der USS Charleston, Dwight Towers, und sein Erster Offizier beim Absender der E-Mail angekommen. Die E-Mail wurde von einem solarbetriebenen Notebook automatisch versendet. Es handelt sich bei der Nachricht um eine Reportage einer Umweltreporterin, welche zufällig zum Zeitpunkt der Atombombenabwürfe gedreht wurde. Sie enthält eine persönliche Nachricht der Reporterin an ihren Lebenspartner, welche sie noch abschicken wollte. Die Reporterin ist den Strahlentod gestorben und sitzt noch tot vor dem Notebook.
Das Phänomen, dass die Nachricht täglich um ungefähr eine Minute später versendet wurde, erklärt sich damit, dass die Sonne täglich etwa eine Minute später begann, auf das Solarpanel zu scheinen.
Enttäuscht und entsetzt machen sich die beiden zurück auf den Weg zum U-Boot. Unterwegs verletzt sich der Erste Offizier, und es dringt radioaktive Luft in seinen Schutzanzug. Dies bleibt zunächst vom Rest der Besatzung unbemerkt; erst als während der Überfahrt Krankheitssymptome auftreten, wird es bekannt.
In einer Abstimmung unter der Besatzung wird beschlossen, vor der Rückkehr nach Melbourne noch einmal nach San Francisco, den Heimathafen der USS Charleston, zu fahren. Dort angekommen findet die Besatzung die Stadt in Trümmern vor. Es gibt offensichtlich keinerlei Überlebende. Ein Besatzungsmitglied ist so verzweifelt, dass er das U-Boot durch eine Luke verlässt und sich somit bewusst der ionisierenden Strahlung aussetzt. Er will seine toten Angehörigen nochmals sehen und in seiner Heimatstadt sterben.
Die USS Charleston macht sich sodann auf den Weg nach Melbourne. Die Situation in Melbourne hat sich ebenfalls weiter verschlimmert. Offene Gewalt und Diebstahl sind Alltag geworden; das oben erwähnte Banner „There is still time“ fällt mittlerweile vom Gebäude einseitig ab.
In Melbourne angekommen, begibt sich der australische Lieutenant zu seiner Familie; seine Frau ist zwischenzeitlich auch schwer erkrankt. Der Kommandant der USS Charleston begibt sich zu seiner Freundin; der Umweltspezialist rast mit einem Ferrari über eine Rennstrecke bei Melbourne und nimmt sich durch einen provozierten Frontalzusammenstoß mit einer Werbetafel das Leben.
Eine der letzten Einstellungen zeigt die letzte Sendeminute des australischen Radiorundfunks. Nach Abschalten des Senders legt sich der australische Lieutenant mit seiner kranken Frau und seiner kleinen Tochter in ein Bett, und alle nehmen die tödliche Medikamentendosis.

## Rezeption
Der in Australien gedrehte Fernsehfilm feierte am 28. Mai 2000 seine Premiere zur Prime Time um 20 Uhr auf dem US-amerikanischen Kabelfernsehsender Showtime. US-amerikanische Kritiker waren zwiegespalten und bemängelten die mehr als dreistündige Lauflänge des als Dreiteiler konzipierten Dramas. Stanley Kramers Originalverfilmung mit Gregory Peck, Ava Gardner, Fred Astaire und Anthony Perkins in den Hauptrollen hatte seinerzeit 134 Minuten betragen. Howard Rosenberg, Journalist der Los Angeles titelte USS Charleston – Die letzte Hoffnung der Menschheit sei „vielleicht nicht zu lang oder zu düster für eine Geschichte, die des Todes der Menschheit gedenkt“, während Tom Shales, Journalist der Washington Post die Fernsehfassung als „minderwertige Kopie“ eines Filmes beschrieb, der jedes Recht hätte, allein sich selbst überlassen zu sein. In Deutschland lief die US-amerikanisch-australische Koproduktion Mitte August 2001 als Zweiteiler zur besten Sendezeit auf RTL, wo er 4,38 Millionen Zuschauer vor dem Bildschirm locken konnte. Dies bedeutete einen Marktanteil von bis zu 27,5 Prozent in der Zielgruppe der 14- bis 49-Jährigen. Wiederholungen folgten in den Jahren 2003 bis 2008, teilweise auch auf den zur RTL Group gehörenden, privaten Fernsehsendern VOX und RTL II.

## DVD-Veröffentlichung
Die Firma MiG / EuroVideo veröffentlichte den Film unter dem Titel USS Charleston – Die letzte Rettung der Menschheit am 15. September 2011 in Deutschland auf DVD.

## Kritiken
„Drei Stunden laufend plus einem Zwischenakt hat 'On the Beach' den Look einer Produktion die als Miniserie designt wurde. Ohne jeden Zweifel ist sie lang und düster. Aber vielleicht nicht zu lang oder zu düster für eine Geschichte, die des Todes der Menschheit gedenkt.“

„Armand Assante und Australiens Bryan Brown und Rachel Ward sind die einzigen wiedererkennbaren Gesichter des Films. Die australische Fernsehproduktion, koproduziert mit Showtime, nutzt die Kulisse von Down Under zu einem wundervollen Effekt und die Unterwasser-Szenen sind ähnlich effektiv. Dennoch klappt das Drama nicht völlig, weder mit den Charakterisierungen noch der gesamten Struktur. Seine Stärke kommt von der unnachgiebigen Trostlosigkeit von Shutes Vision, welche diese Version bis (fast) zum eigentlichen Ende umfasst. Und die ursprüngliche Geschichte, nicht das Remake, verdient den größten Anteil daran.“

„Die Produzenten haben viel Aufwand gespart, die nukleare Weltuntergangssaga zurück auf den Bildschirm zu bringen. Dies beginnt mit der Besetzung aus Nobodys, Ausgebrannten und Flegeln. Rachel Ward hat den größten Namen und die hellste Präsenz, aber sie spielt eine unsympathische, liederlich alte Quenglerin und tut wenig, ihren Charakter zu rehabilitieren. Bryan Brown (Wards Ehemann im realen Leben) schreit als arroganter, egoistischer Wissenschaftler die meisten seiner Textpassagen heraus, als ob das irgendetwas verbessern würde. Er gibt eine der schlechtesten und lautesten Leistungen des Jahrhunderts (…) Der Plot nimmt Umwege in Kauf, um die Laufzeit auszudehnen. Vielleicht waren ein oder zwei von diesen in dem Shute-Roman, aber sie waren nicht in dem '59er Film.“

„Das Fernseh-Remake des Stanley-Kramer-Films Das letzte Ufer (1959) schildert die letzten Stunden der Menschheit und wie die Überlebenden sich mit ihrem Schicksal arrangieren, wobei die Inszenierung auf die Mobilisierung großer Emotionen setzt.“

## Auszeichnungen
USS Charleston – Die letzte Hoffnung der Menschheit war im Jahr 2001 in zwei Kategorien für den Golden Globe nominiert. Während sich Rachel Ward als Beste Hauptdarstellerin in einer Mini-Serie oder TV-Film nominiert der Britin Judi Dench (The Last of the Blonde Bombshells) geschlagen geben musste, unterlag die Produktion in der Kategorie Beste Mini-Serie oder TV-Film dem US-amerikanischen Fernsehfilm Dirty Pictures von Frank Pierson. Ferner gewann Russell Mulcahys Regiearbeit den Preis des Australian Film Institutes als Beste Mini-Serie oder Fernsehfilm. Filmkomponist Christopher Gordon wurde u. a. mit dem Australian Screen Music Award der Australian Guild of Screen Composers in drei Kategorien geehrt.

### Golden Globe 2001
- nominiert in den Kategorien
  - Beste Mini-Serie oder TV-Film
  - Beste Hauptdarstellerin – Mini-Serie oder TV-Film (Rachel Ward)

### Weitere
Australian Cinematographers Society 2001
- Beste Kamera – Fernsehfilm, Fernsehdrama und Mini-Serien

Australian Film Institute 2000
- Beste Mini-Serie oder Fernsehfilm
- Bestes Produktionsdesign – Fernsehen
  - nominiert in den Kategorien
    - Beste Kamera – Fernsehen

Australian Guild of Screen Composers 2000
- Beste Musik – Mini-Serie oder Fernsehfilm
- Beste Titelmusik – Serie (fortlaufend oder Mini-Serie)
- Bestes Soundtrack-Album

Cinema Audio Society 2001
- nominiert in der Kategorie Beste Tonmischung – Fernsehfilm der Woche oder Mini-Serie

Hollywood Makeup Artist and Hair Stylist Guild Awards 2001
- nominiert in der Kategorie Bestes zeitgenössisches Make-Up – Fernsehen (Mini-Serie oder Fernsehfilm)

Motion Picture Sound Editors 2001
- nominiert in den Kategorien
  - Bester Tonschnitt – TV-Mini-Serie (Dialog & ADR)
  - Bester Tonschnitt – TV-Mini-Serie (Effekte & Foley)

Screen Music Awards 2002
- Beste Titelmusik – Fernsehen